# Dilford Carter
Dilford Campbell Carter, född 1930, är en amerikansk biolog.
Han har hedrats med eponymen Myotis carteri LaVal, 1973, en fladdermusart, som finns i Centralamerika och tropiska länder i Sydamerika.